# センチュリー21レディスゴルフトーナメント
センチュリー21レディスゴルフトーナメントは、2014年から2019年まで毎年7月第4週に不動産フランチャイズ会社のセンチュリー21・ジャパンの主催、日本女子プロゴルフ協会（JLPGA）公認により実施されていた女子プロゴルフトーナメントの一つである。2019年実績、賞金総額8000万円、優勝賞金1440万円。
大会が開始された2014年から2016年までは静岡県伊豆の国市の伊豆大仁カントリークラブ、2017年・2018年は滋賀県大津市の瀬田ゴルフコース西コース、2019年は埼玉県比企郡鳩山町の石坂ゴルフ倶楽部を舞台に施行されたが、JLPGAとの契約満了に伴い2019年限りで終了となった。

## 歴代優勝者
| 開催回 | 開催年 | 優勝者名               | スコア | 開催地 | 開催コース                 | 備考                                    |
| ------ | ------ | ---------------------- | ------ | ------ | -------------------------- | --------------------------------------- |
| 第1回  | 2014年 | イ・ボミ               | -11    | 静岡県 | 伊豆大仁カントリークラブ   |                                         |
| 第2回  | 2015年 | アン・ソンジュ         | -15    | 静岡県 | 伊豆大仁カントリークラブ   | 大会連覇                                |
| 第3回  | 2016年 | アン・ソンジュ         | -9     | 静岡県 | 伊豆大仁カントリークラブ   | 大会連覇                                |
| 第4回  | 2017年 | 穴井詩                 | -11    | 滋賀県 | 瀬田ゴルフコース・西コース |                                         |
| 第5回  | 2018年 | クリスティン・ギルマン | -17    | 滋賀県 | 瀬田ゴルフコース・西コース | 日本女子ツアー史上6人目のアマチュア優勝 |
| 第6回  | 2019年 | 稲見萌寧               | -9     | 埼玉県 | 石坂ゴルフ倶楽部           | 10歳代最後の日にプロ初優勝              |

## テレビ中継
- 大会2日目・最終日の模様をテレビ東京をはじめとするTXN系列6局ネット、及びBSデジタル放送のBSテレ東で同日録画放送。またCS放送のスカイAでは「GOLF×GOLF（西暦）」のタイトルで後日時差放送を行っていた。また滋賀県で開催された2017年・2018年大会は地元のびわ湖放送も2日目・最終日について同日時差放送を実施した（2018年はTXN系列同様字幕放送も実施）[9][10]。